# Mosler MT900
La Mosler MT900 è un'auto sportiva costruita negli Stati Uniti e nel Regno Unito.
Furono prodotti tre sottomodelli. La MT900R ossia la versione da corsa.
Poi se ne fece un'altra uguale ossia la MT900S per il 2005. 
La MT900 originale è stata introdotta nel 2001 mentre la MT900S ha terminato la produzione nel maggio del 2011. 
La MT900 fu disegnata da Rod Trenne che aveva precedentemente lavorato sulla Corvette C5.
Si chiama MT900 perché M sta per Mosler ossia la casa fondatrice di quest'auto; T sta per Trenne cioè colui che l'ha progettata e 900 era l'obiettivo del peso di quest'auto.

## MT900R
La Mosler MT900R è la versione da corsa della MT900.
Presentata contemporaneamente alla MT900, la Mosler MT900R ha fatto il suo debutto alla 24 ore di Daytona del 2001.
Nel 2002 sempre a Daytona, l'MT900R si è piazzata al 13ºposto assoluto portandola a partecipare all'Homestead-Miami Speedway che prese il terzo posto facendosi però aiutare da Rollcentre, che gli permise di raggiungere l'Europa nel 2003 partecipando al British GT Championship. 
Il team Rollcentre invece va a Bathurst (Australia) nel 2002 sul circuito di Mount Panorama Motor Racing Circuit e arriva seconda, l'anno dopo arriverà quinta.
Rollcentre e Balfe continuarono nel British GT, invece solo Balfe lottò nello Spanish GT Championship dove salì due volte sul gradino più alto del podio. Il team Mosler nel British GT non ottenne mai una vittoria.

## MT900S
La Mosler MT900S è la versione stradale della MT900, ebbe leggermente più successo (ne furono venduti 21 esemplari) ed è inoltre l'unica della "famiglia" a essere inserita nel parco automobilistico del videogioco Forza Horizon 4; nel videogioco ha molto successo poiché si tratta di una delle auto più veloci.
Nella realtà invece nel 2005 la MT900S ottenne l'autorizzazione per circolare nelle strade degli Stati Uniti.

## Curiosità
George Lucas il regista di Star Wars ne comprò una nel dicembre 2006.